# Bañobárez
Bañobárez es un municipio y localidad española de la provincia de Salamanca, en la comunidad autónoma de Castilla y León. Se integra dentro de la comarca de Vitigudino y la subcomarca de El Abadengo. Pertenece al partido judicial de Vitigudino.
Su término municipal está formado por un solo núcleo de población, ocupa una superficie total de 50,49 km² y cuenta con una población de 280 habitantes (INE 2024). 

## Geografía
Bañobárez se encuentra situado en el noroeste salmantino. Dista 92 km de Salamanca capital. 
Se encuentra en la comarca de El Abadengo. Pertenece a la Mancomunidad El Abadengo y al partido judicial de Vitigudino.
| Noroeste: Olmedo de Camaces           | Norte: Olmedo de Camaces        | Noreste: Fuenteliante               |
| Oeste: San Felices de los Gallegos    |                                 | Este: Fuenteliante                  |
| Suroeste: San Felices de los Gallegos | Sur: Castillejo de Martín Viejo | Sureste: Castillejo de Martín Viejo |

Se encuentra conectado por las carreteras DSA-460 dirección Bogajo y al otro tramo con el tramo Bañobarez-Lumbrales.
En la parte sureste del pueblo se encuentra el inicio de la Sierra de la Campanilla la cual es una ramificación de la sierra de Quimalmas y un gran valle en el rio del pueblo llamado la Ribera el cual pertenece a las Arribes del Duero y por ende a su parque internacional.

## Historia
El inicio de asentamientos en la zona se da en la época romana con los asentamientos en la actual finca de Medinilla. Progresivamente se fueron creando asentamientos en Arévalo y Arevalillo ambos mas al norte. En el siglo IX empezaron a perder población la cual estaba emigrando a en su época la prospera villa de San Felices de los Gallegos. En el siglo XII Medinilla, Arévalo y Arevalillo formaron parte oficialmente y así lo demuestran los escritos a San Felices de los Gallegos. 
La consolidación de Bañobárez, denominado antiguamente Vañevárez, como núcleo de población cabe situarla a finales del siglo XII, época de la repoblación medieval emprendida, en este caso, por los reyes de León. Es en dichos años cuando éstos ceden la gestión del Abadengo a la Orden del Temple, después de cuya desaparición pasó este territorio a formar parte de la diócesis de Ciudad Rodrigo. En esta parte de la historia se delimitan los territorios entre la recién anexada San Felices y Bañobarez empezando a formar parte Medinilla ,Arévalo y Arevalillo formalmente de Bañobarez
De este modo, Bañobárez pasó a formar parte en el siglo XIII del Obispado de Ciudad Rodrigo, dentro del Reino de León. Asimismo, con la división territorial de España de 1833 en la que se crean las actuales provincias, queda encuadrado dentro de la Región Leonesa, formada por las provincias de León, Zamora y Salamanca, de carácter meramente clasificatorio, sin operatividad administrativa, que a grandes rasgos vendría a recoger la antigua demarcación del Reino de León (sin Galicia ni Asturias ni Extremadura).

## Demografía

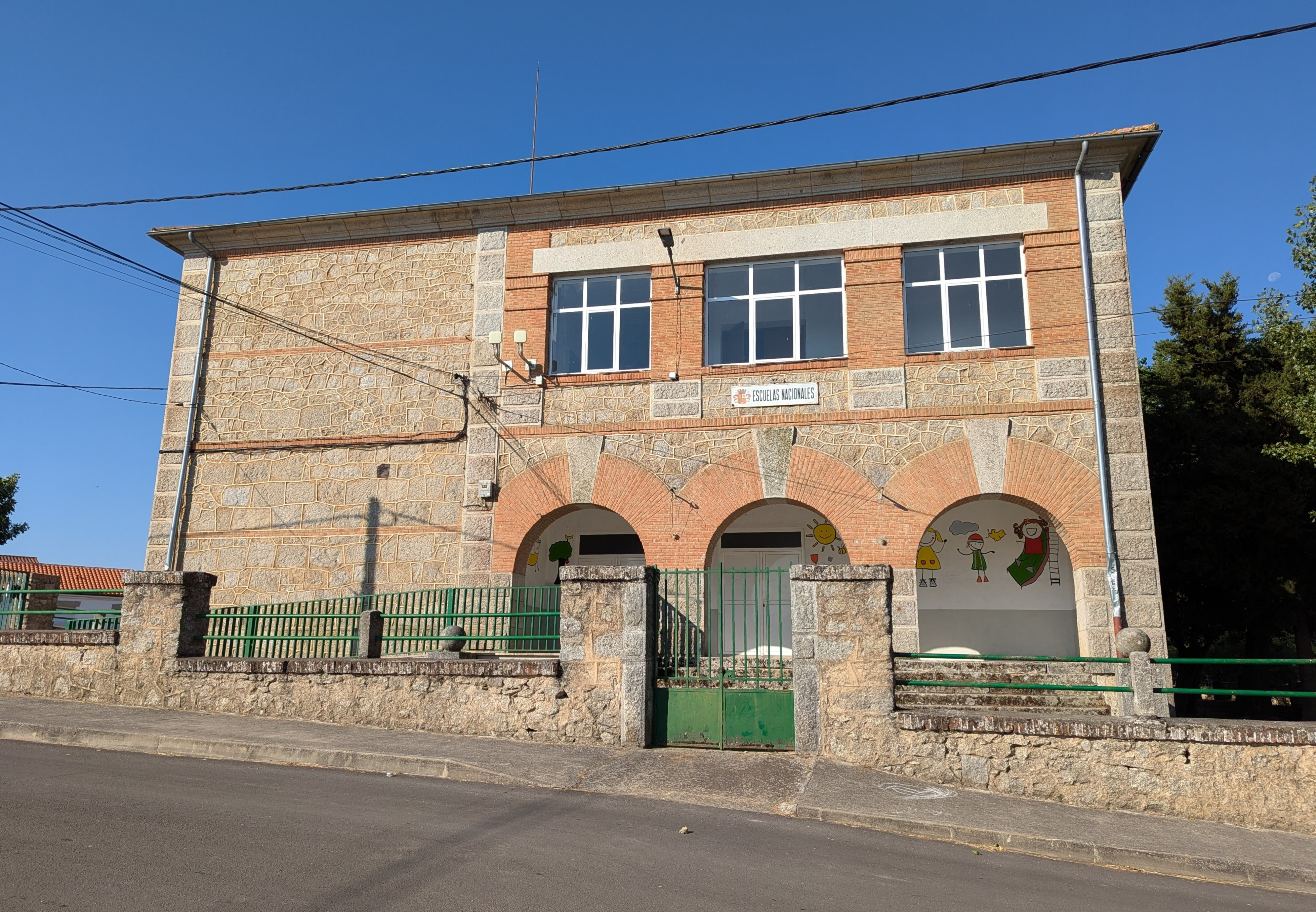
Antiguas escuelas

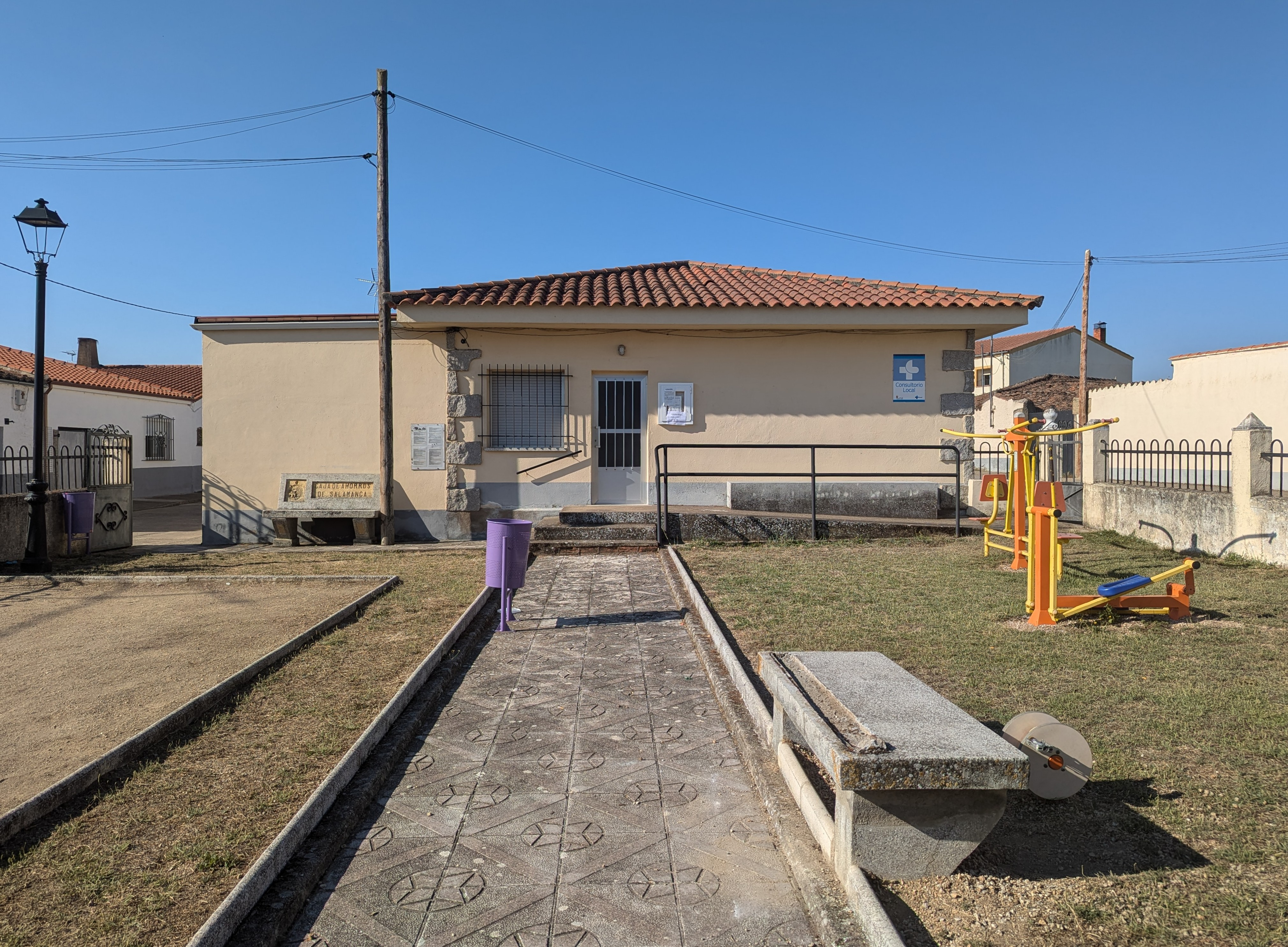
Consultorio médico

Bañobárez cuenta con una población de 280 habitantes (INE 2024).
| Gráfica de evolución demográfica de Bañobárez entre 1842 y 2021                                                     |
| |
| Población de derecho según los censos de población del INE Población de hecho según los censos de población del INE |

## Economía
La economía del municipio, al igual que en toda la comarca, se basa principalmente en la agricultura y la ganadería. 
El sector que predominante en toda la zona es el ganadero, contando con una importante cabaña de ganado vacuno y porcino (Sur y Este) y lanar (Norte).
En lo que se refiere a la agricultura, las tierras son principalmente de secano y se reducen a parcelas medianas de 40-50 hectáreas. Los cereales han dejado paso al cultivo de plantas forrajeras, para el alimento del ganado.
Las actividades industriales y turísticas en la comarca son escasas, reduciéndose a unas pequeñas industrias agroalimentarias (elaboración de queso de oveja), bares, restaurantes, comercios y talleres que cubren las necesidades de la zona.

## Símbolos

### Escudo
El escudo heráldico que representa al municipio fue aprobado el 3 de noviembre de 2017 con el siguiente blasón:

«Escudo español, medio cortado y partido. Primero: de azur, puente de oro de dos ojos, mazonado de sable; en punta, tres fajas ondadas de plata. Segundo de oro, ramillete de cinco espigas de sinople. Tercero de plata, cruz paté de gules surmontada de flor de lirio, entrado en punta de sinople, anillete de plata, en su interior las letras BZ también de plata, surmontado de corona figurada de lo mismo, al timbre, corona real española cerrada»
Boletín Oficial de la Provincia de Salamanca nº 211 de 3 de noviembre de 2017

### Bandera
La bandera municipal fue aprobada también el 3 de noviembre de 2017 con la siguiente descripción textual:

«Bandera de paño rectangular de proporciones 3:2 (largo por ancho); cuarta en aspa; triángulo superior blanco, inferior amarillo, al asta azul y al batiente verde. Al centro, el escudo heráldico municipal»
Boletín Oficial de la Provincia de Salamanca n.º 211 de 3 de noviembre de 2017

## Administración y política

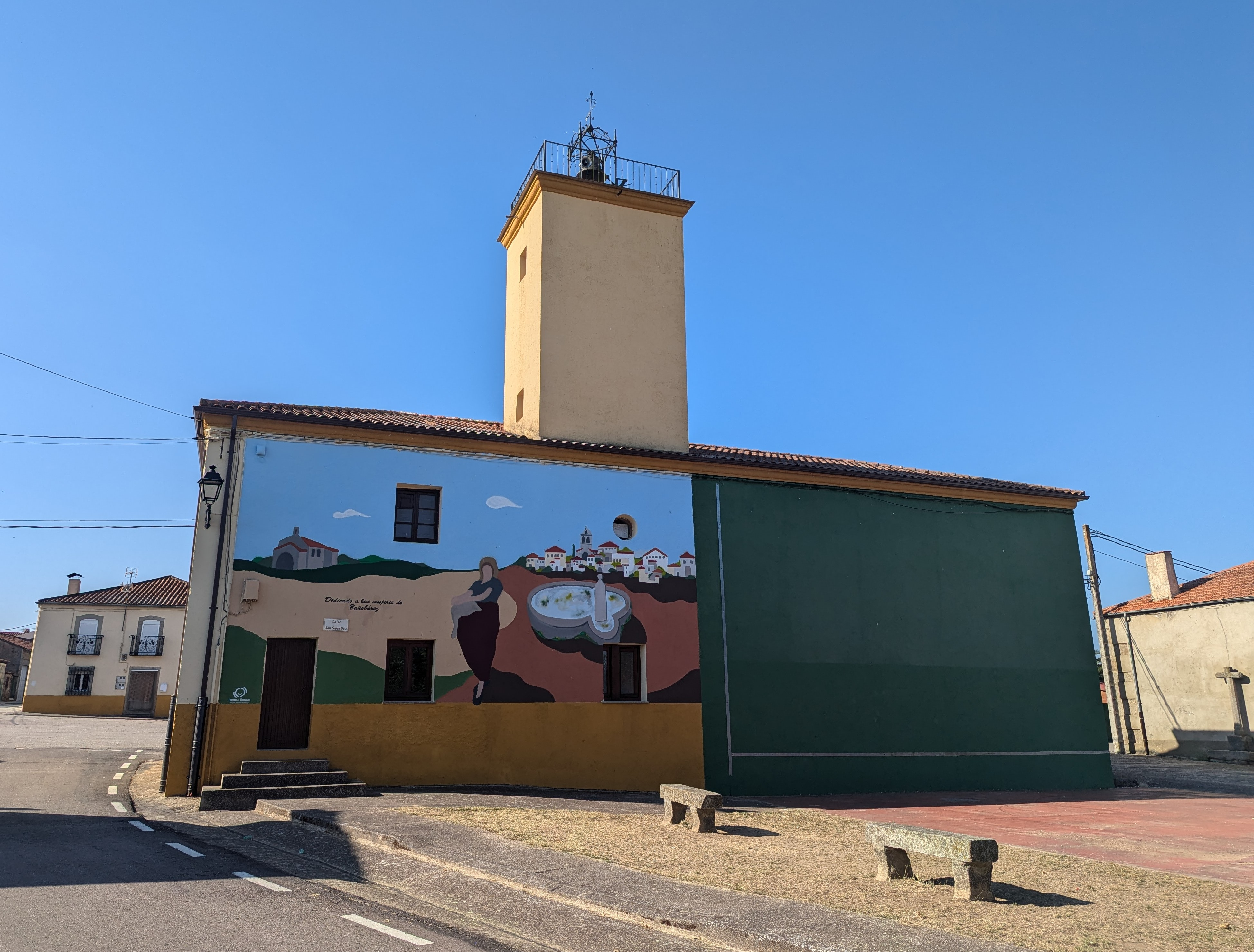
Parte trasera de la casa consistorial

| Partido político                         | 2019  | 2019  | 2019       | 2015  | 2015  | 2015       | 2011  | 2011  | 2011       | 2007  | 2007  | 2007       | 2003  | 2003  | 2003       |
| Partido político                         | %     | Votos | Concejales | %     | Votos | Concejales | %     | Votos | Concejales | %     | Votos | Concejales | %     | Votos | Concejales |
| Partido Popular (PP)                     | 68,93 | 142   | 5          | 65,22 | 150   | 5          | 25,28 | 67    | 2          | 45,97 | 114   | 3          | 27,34 | 73    | 2          |
| Partido Socialista Obrero Español (PSOE) | 27,18 | 56    | 2          | 32,17 | 74    | 2          | 46,04 | 122   | 3          | 51,21 | 127   | 4          | 70,79 | 189   | 5          |
| Coalición SI por Salamanca (SI)          | —     | —     | —          | —     | —     | —          | 27,17 | 72    | 2          | —     | —     | —          | —     | —     | —          |
| Unión del Pueblo Salmantino (UPSa)       | —     | —     | —          | —     | —     | —          | —     | —     | —          | 32,17 | 37    | 0          | 30,34 | 44    | 1          |

## Cultura

### Patrimonio

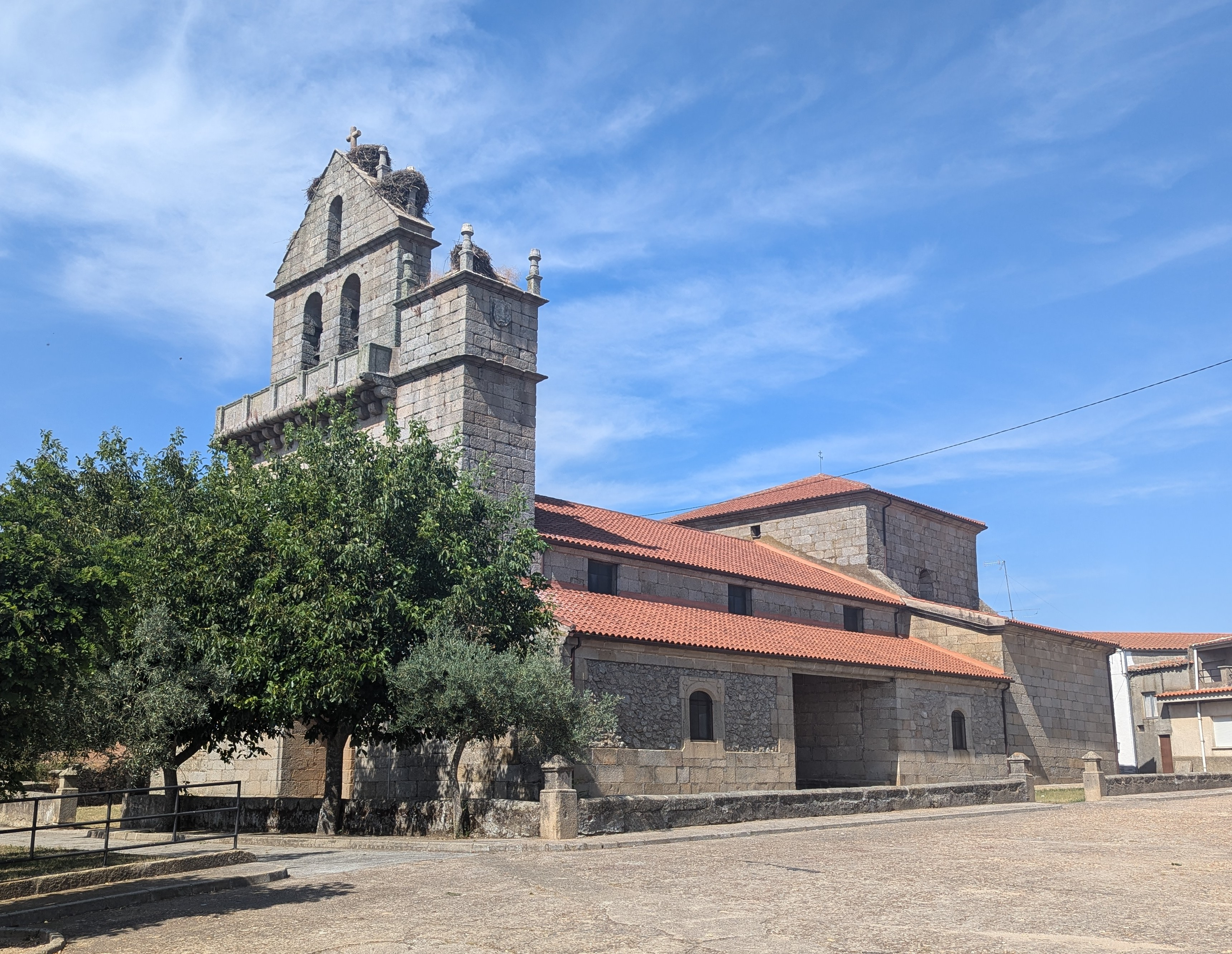
Iglesia de San Pedro Apóstol

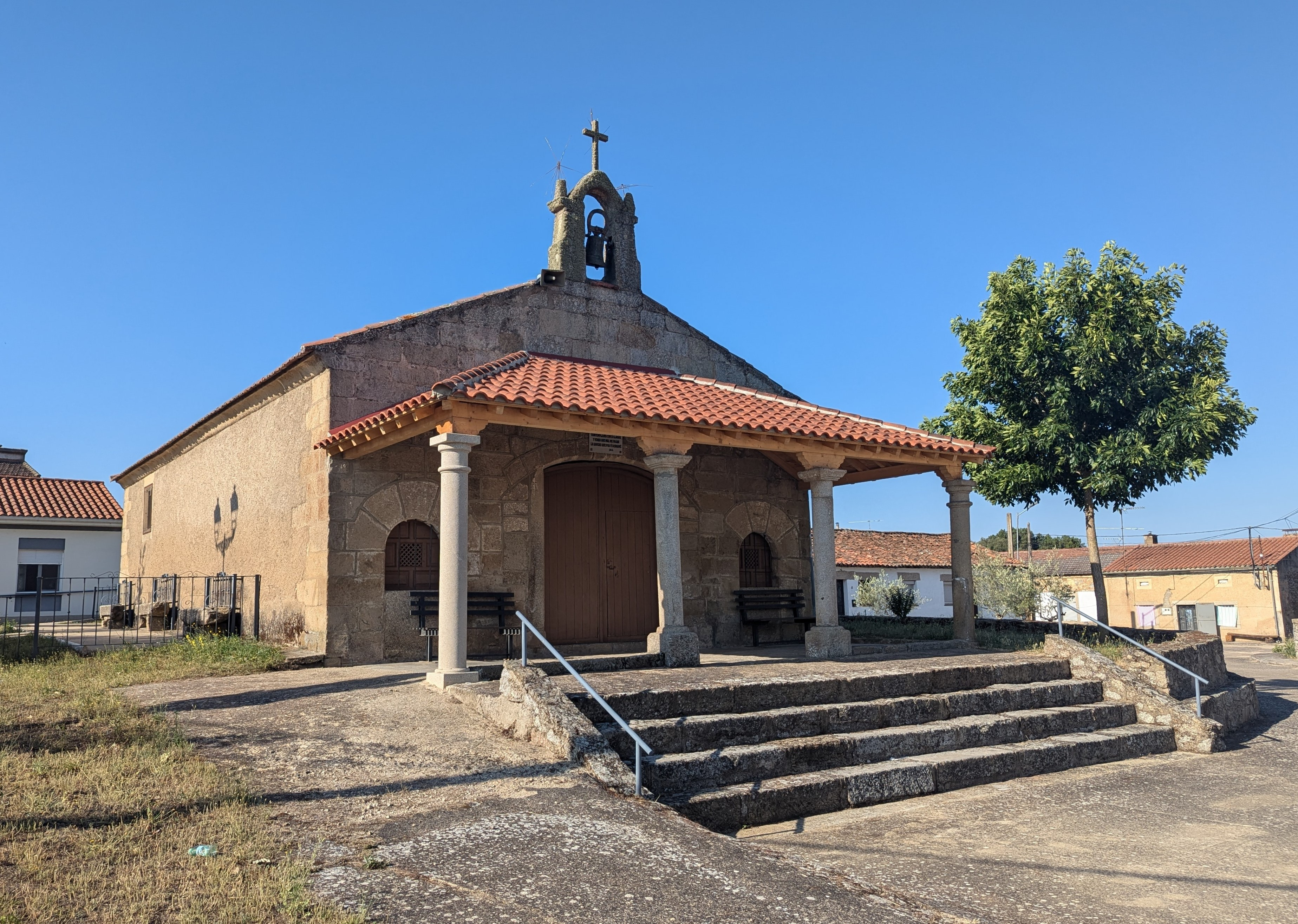
Ermita del Humilladero

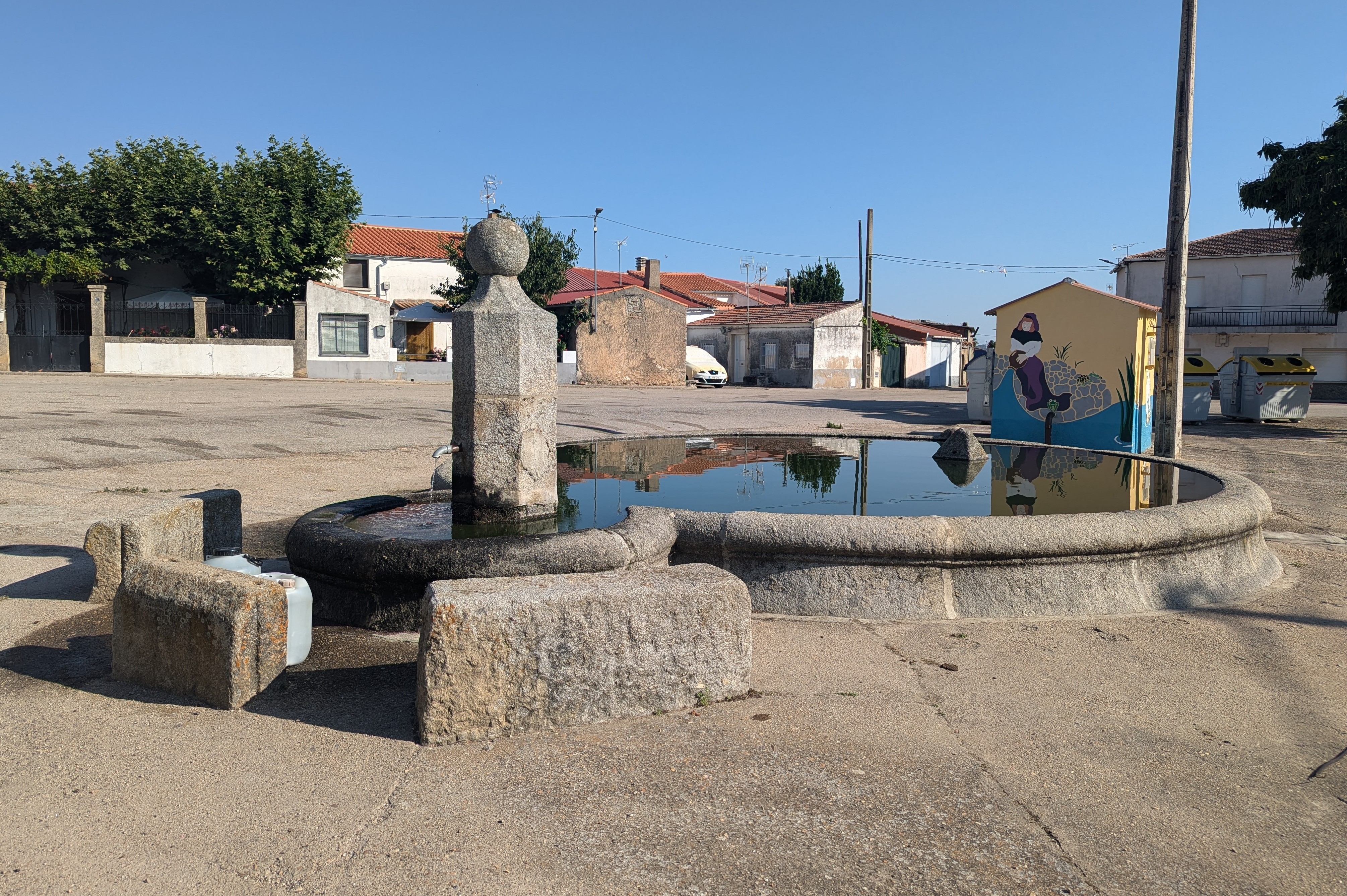
Caño

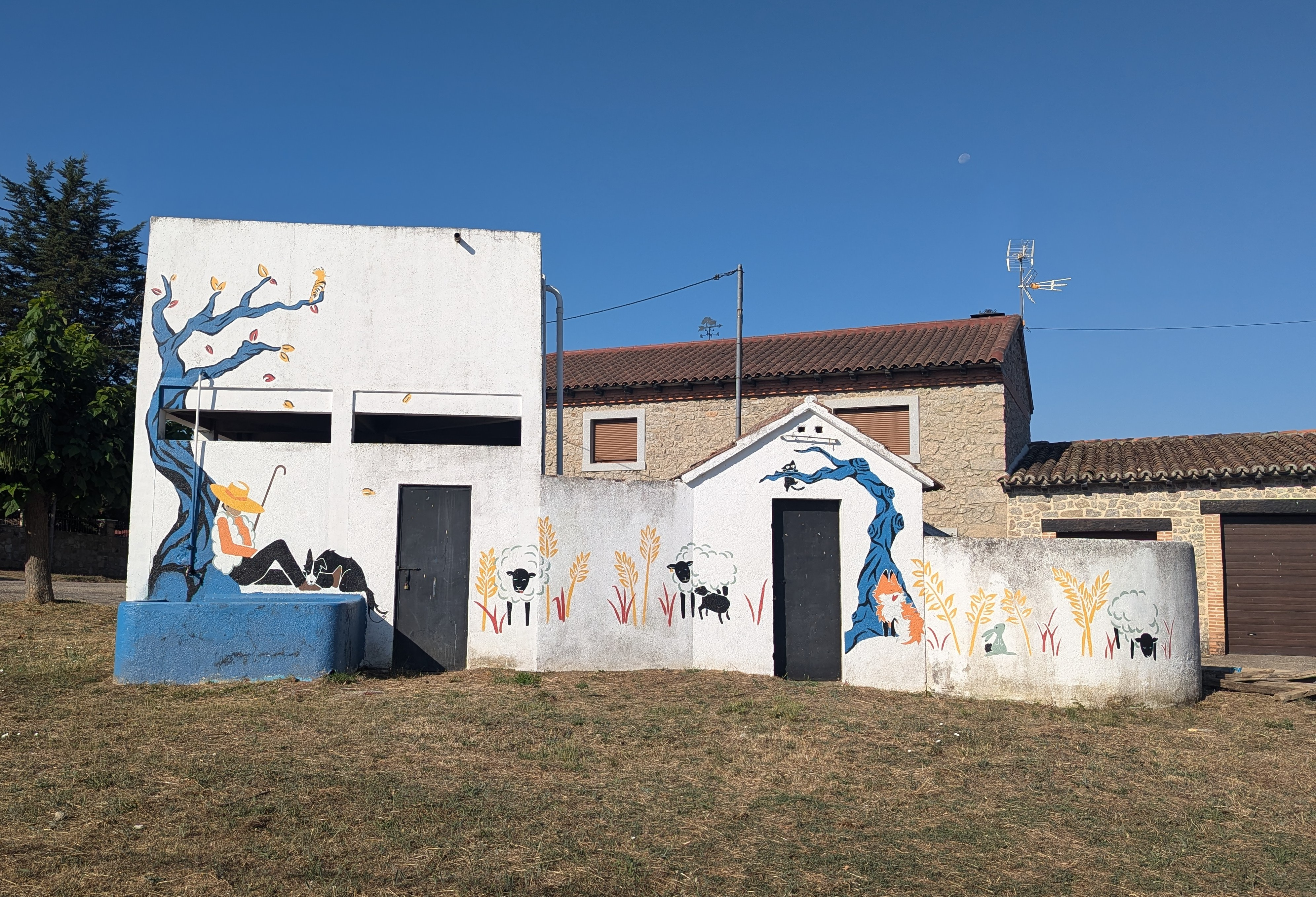
Pozo

Existen varios yacimientos arqueológicos. Algunos de ellos pertenecen a la época prehistórica, como los descubiertos en el despoblado de Medinilla y Campos Carniceros, donde se han observado diversos indicios, consistentes en fragmentos de cerámica y restos de construcciones, que podrían pertenecer al final de la Edad de Bronce, con una antigüedad de alrededor de tres mil años. 
A la época romana, corresponden otros restos así como una estela funeraria perteneciente a la misma época, localizados en la Tarihuela y Medinilla. 
En la dehesa de Medinilla encontramos también una necrópolis tardorromana, correspondiente a la época hispano-visigoda además de otros vestigios visigóticos. Los más comunes son los sepulcros, labrados en el granito, con forma trapezoidal y encaje para la cabeza. Aunque también encontramos algunos enterramientos dobles, aprovechando bloques de granito de mayor tamaño.
En el núcleo municipal, encontramos la iglesia parroquial del pueblo, dedicada a San Pedro Apóstol. Su fabricación es de granito, y data de los siglos XV y XVI. La planta del edificio es rectangular. En la torre resalta un escudo heráldico de la familia Jaque o Xaque. La construcción de la iglesia duró varios años y en su interior se reconocen diferentes estilos artísticos. El retablo es renacentista y se considera uno de los mejores de la diócesis de Ciudad Rodrigo. Está compuesto de once esculturas grandes y quince pequeñas. El dorado del retablo se pactó en el año 1583.
La ermita del Humilladero, de los siglos siglo XVII y siglo XVIII, en la que se encuentra el Cristo de la Salud, patrón del pueblo, es otro de los importantes monumentos del pueblo. Es un pequeño edificio construido con sillares de granito con un pórtico de cuatro columnas y una pequeña campana en lo alto.
A unos cinco kilómetros del pueblo se encuentra el puente de la Mata. Este puente logra pasar de un lado a otro de la Ribera de Campos Carniceros.
La casa consistorial se construyó en 1792, habiendo sido restaurada en los años 2004-2005.

### Fiestas
Las fiestas de Bañobárez se celebran en el segundo fin de semana de septiembre siendo el día 14 la fiesta mayor, en honor al Cristo de la Salud, patrón del pueblo. 
Una también conocida es la feria de ganado el 7 de junio. Consiste en la llegada de todo tipo de animales al pueblo. Anteriormente se hacían pujas y ventas de ganado y de cabezas extendiéndose la feria hasta por 2 semanas antes y después de la feria. Ahora se sigue celebrando aunque siendo el día más importante el mismo 7 de junio. 
Otra fiesta es la de los “quintos”, celebrada el día 30 de diciembre. Una semana antes, los quintos del pueblo, salen al campo a buscar leña y preparan una hoguera que se enciende la noche del 30, manteniéndola encendida hasta la mañana siguiente, aunque esta fiesta ya no se celebra.
También se organiza el mes cultural, durante todo agosto. 
Además, se ha creado una feria solidaria del caballo (FESCAB), que se celebra el fin de semana antes de Semana Santa o el Domingo de Ramos, en la cual se elige una asociación beneficiada a la que van destinados todos los fondos recaudados.